# جيسي ن. ستون
جيسي ن. ستون (بالإنجليزية: Jesse N. Stone)‏ هو قاضي ومحامي أمريكي، ولد في 17 يونيو 1924 في غيبسلاند في الولايات المتحدة، وتوفي في 14 مايو 2001 في شريفبورت في الولايات المتحدة.